# Креативна економіка України
Креативна економіка України — це галузь економіки України, яка прийшла на зміну індустріальному виробництву, мета якої є виробництво культурного продукту шляхом впровадження інновацій у сферу надання послуг та створення продукту, а також передбачає поєднання, торгівлі, інтелектуальної власності, суспільних проблем та спадщини. «Серцем» креативної економіки є її основна складова частина — «креативна індустрія».

## Визначення креативних індустрій в Україні
Українське законодавство має дещо відмінну нормативно закріплену позицію стосовно того, чим мають бути креативні індустрії.
Закон України «Про культуру» визначає, що креативні індустрії — це види економічної діяльності, метою яких є створення доданої вартості через культурне вираження. Кабінет Міністрів України у своєму розпорядженні відносить такі види діяльності до креативних індустрій: дизайн, мода, нові медіа та інформаційні технології (ІТ), візуальне мистецтво, аудіовізуальне, аудіальне та сценічне мистецтво, а також література, видавництво, друковані засоби масової інформації, народні художні промисли, архітектура та урбаністика, реклама, маркетинг, бібліотеки, архіви та музеї.

## Характеристика креативної економіки в Україні
Креативна економіка в Україні характеризується за трьома основними показниками: валовою доданою вартістю, кількістю суб'єктів господарювання та рівнем зайнятості, а також додатковим: міжнародною торівлею (рівнем експорту та імпорту культурних товарів та послуг).

### За показником валової доданої вартості
Валова додана вартість є метою створення креативних індустрій — генерування прибутку. Такий показник у сфері креативної економіки України зростає щороку. Приміром, 2018 року валова додана вартість у креативних індустріях становила 97 млрд гривень, що дорівнювало 3,9 % усієї доданої вартості, а вже 2019 року креативні індустрії — це 117,2 млрд гривень, або 3,95 % загальної доданої вартості. Такий зріст — показник збільшення впливу креативної економіки на загальну економіку України.

### За кількістю суб'єктів господарювання
Суб'єкти господарювання (СГ) в креативній економіці — це бізнеси, які займаються виробництвом культурних продуктів чи наданням послуг. В Україні станом на 2019 рік найбільша частина СГ — це комп'ютерне програмування або 42 % усіх суб'єктів господарювання у креативних індустріях, а також СГ у сфері консультування з питань інформатизації, частина в загальній кількості суб'єктів господарювання яких становить 13 %.

### За кількістю зайнятих в креативній економіці
Кількість зайнятих у сфері креативних індустрій в Україні станом на 2019 рік — майже 350 тисяч осіб, які становлять 3,9 % загальної кількості зайнятого населення в Україні. Друге місце за показником зайнятості посідає сфера консультування з питань інформатизації (11 %), після неї — рекламні агенції з показником у 9 % усіх зайнятих у креативній індустрії.

## Загрози та можливості для розвитку
Основні можливості розвитку креативних індустрій та креативної економіки описала португальська експертка в питаннях культурних та креативних індустрій Кристина Фарінья у своєму дослідженні «Розвиток креативних та культурних індустрій в Україні» [Архівовано 25 квітня 2021 у Wayback Machine.]. Отож, декілька ключових загроз:
- низькі темпи реформ децентралізації через відсутність можливостей на місцевому рівні та ризик не інтегрувати креативні індустрії у місцевий та регіональний розвиток;
- відсутність популяризації креативних індустрій в українських закладах освіти.

Проте дослідниця виокремлює також і можливості, які дають впевненість в існуванні перспектив для розвитку креативної економіки в Україні:
- виникнення професійних платформ для розвитку культурних та креативних індустрій (креативні хаби);
- активний розвиток бізнесу пов'язаний з інформаційними технологіями;
- безвізовий режим з Європейським Союзом (ЄС), який дає можливості громадянам України для обміну і взаємодії з ЄС, а також втілювати успішні реформи.